# Tomás Leonel González
Tomás Leonel González (Resistencia, 18 maggio 2003) è un calciatore argentino, attaccante del Ferro Carril Oeste in prestito dall'Unión (SF).

## Caratteristiche tecniche
È un esterno d'attacco.

## Carriera

### Club
González è cresciuto nel settore giovanile del Boca Unidos e nel 2022 è stato acquistato dal Nueva Chicago. Ha debuttato in Primera B Nacional il 26 febbraio conco il Sacachispas ed il 19 marzo ha segnato il suo primo gol contro il Tristán Suárez.
Dopo soli sei mesi dal suo approdo al club neroverde è stato acquistato a titolo definitivo dall'Unión (SF), club di Primera División. Ha debuttato nella massima divisione argentina il 20 luglio 2022 nell'incontro pareggiato 2-2 contro il San Lorenzo proprio grazie ad una sua rete al 96'.
Nel gennaio del 2024 è stato ceduto in prestito al Quilmes, nella seconda divisione argentina.

### Nazionale
Nel 2022 è stato convocato dalla Argentina Under-20.

## Statistiche

### Presenze e reti nei club
Statistiche aggiornate al 3 aprile 2024.
| Stagione        | Squadra         | Campionato      | Campionato | Campionato | Coppe nazionali | Coppe nazionali | Coppe nazionali | Coppe continentali | Coppe continentali | Coppe continentali | Altre coppe | Altre coppe | Altre coppe | Totale | Totale | Totale |
| Stagione        | Squadra         | Comp            | Pres       | Reti       | Comp            | Pres            | Reti            | Comp               | Pres               | Reti               | Comp        | Pres        | Reti        | Pres   | Reti   |        |
| --------------- | --------------- | --------------- | ---------- | ---------- | --------------- | --------------- | --------------- | ------------------ | ------------------ | ------------------ | ----------- | ----------- | ----------- | ------ | ------ | ------ |
| 2022            | Nueva Chicago   | PBN             | 20         | 6          | CA              | 0               | 0               |                    | -                  | -                  |             | -           | -           | 20     | 6      |        |
| 2022            | Unión (SF)      | PD              | 9          | 1          | CA+CdL          | 0               | 0               |                    | -                  | -                  |             | -           | -           | 9      | 1      |        |
| 2023            | Unión (SF)      | PD              | 10         | 1          | CA+CdL          | 0+2             | 0               |                    | -                  | -                  |             | -           | -           | 12     | 1      |        |
| 2024            | Quilmes         | PBN             | 9          | 5          | CA              | 0               | 0               |                    | -                  | -                  |             | -           | -           | 9      | 5      |        |
| Totale carriera | Totale carriera | Totale carriera | 48         | 13         |                 | 2               | 0               |                    | -                  | -                  |             | -           | -           | 50     | 13     |        |